# 엘로이 카사도스
엘로이 카사도스(Eloy Phil Casados, 1949년 9월 28일 ~ 2016년 4월 19일)는 미국의 배우, 텔레비전 배우, 성우이다.
롱비치에서 태어나 패서디나에서 사망했다.

## 영화
- 프라이멀 레이지: 더 레전드 오브 오-마흐 (2018년)
- 50 to 1 (2014년) - 찰리 역
- 내 여자친구의 결혼식 (2011년) - 추라 치 웨이터 역
- 프로스트 VS 닉슨 (2008년) - 마놀로 산체즈 역
- 디 워 (2007년) - 노숙자 역
- 다크 블루 (2002년) - 리코 역
- 킹 오브 더 힐 (1997년)
- 배드 컴퍼니 (1995년) - 보안관 역
- 스키터 (1993년)
- 시티 레인져 (1993년)
- 욕망의 덫 (1992년)
- 덩크슛 (1992년)
- 루시는 마술사 (1991년)
- 사랑의 배반 (1991년)
- LA 대지진 특급 (1990년)
- 블레이즈 (1989년)
- 작전 명령 유혹 (1988년)
- 굿바이 베트남 (1988년)
- 휴스턴 나이츠 (1987년)
- 알라모 (1987년)
- 베스트 오브 타임즈 (1986년)
- 비버리 힐의 낮과 밤 (1986년)
- 언더 화이어 (1983년)
- 엠버 웨이브 (1980년)
- 이시: 더 라스트 오브 히즈 트라이브 (1978년)
- 사랑의 화원 (1976년)
- 꿈의 조각들 (1970년)
- 디즈니랜드 (1954년)